# Laevidentalium wiesei
Laevidentalium wiesei is een Scaphopodasoort uit de familie van de Laevidentaliidae. De wetenschappelijke naam van de soort is voor het eerst geldig gepubliceerd in 2012 door Sahlmann.